# ایمنی‌درمانی سرطان
ایمنی‌درمانی سرطان (انگلیسی: Cancer immunotherapy) (ایمنی‌درمانی انکولوژیک) تحریک دستگاه ایمنی برای درمان سرطان است که توانایی طبیعی دستگاه ایمنی در مبارزه با این بیماری را بهبود می‌بخشد. این روش، یکی از کاربردهای پژوهش بنیادی در حوزه ایمنی‌شناسی سرطان (ایمنی‌درمانی انکولوژیک) و یک زیرشاخه در حال رشد از سرطان‌شناسی است.
ایمنی‌درمانی سرطان از این حقیقت بهره می‌برد که سلول‌های سرطانی اغلب آنتی‌ژن‌های توموری دارند؛ مولکول‌هایی که روی سطح خود دارند و می‌توانند با پادتن یا گیرنده لنفوسیت تی پیوند بخورند و واکنش دستگاه ایمنی را تحریک کنند. آنتی‌ژن‌های توموری اغلب پروتئین یا دیگر ماکرومولکول‌ها (مانند کربوهیدرات‌ها) هستند. در حالت عادی، پادتن‌ها به عوامل بیماری‌زای خارجی متصل می‌شوند، اما در ایمنی‌درمانی، پادتن‌های اصلاح‌شده به آنتی‌ژن‌های تومور متصل شده و سلول‌های سرطانی را برای دستگاه ایمنی قابل شناسایی و هدف قرار می‌دهند. موفقیت بالینی ایمنی‌درمانی سرطان به شدت میان انواع مختلف سرطان متفاوت است؛ به عنوان مثال، برخی زیرگروه‌های سرطان معده به این روش واکنش خوبی نشان می‌دهند، در حالی که برای دیگر زیرگروه‌ها اثربخش نیست.
در سال ۲۰۱۸، جیمز پی. الیسن، ایمنی‌شناس آمریکایی، و تاسوکو هونجو، ایمنی‌شناس ژاپنی، به دلیل کشف درمان سرطان با مهار تنظیم منفی دستگاه ایمنی، جایزه نوبل فیزیولوژی یا پزشکی را دریافت کردند.

## تاریخچه
«در قرن‌های ۱۷ و ۱۸، انواع مختلفی از ایمنی‌درمانی در درمان سرطان به‌طور گسترده مورد استفاده قرار گرفت… در قرون ۱۸ و ۱۹، از پانسمان‌های عفونی که تومورهای زخمی را می‌پوشاند، برای درمان سرطان استفاده می‌شد. زخم‌های جراحی باز گذاشته می‌شدند تا عفونت ایجاد شود و زخم‌های چرکی به‌طور عمدی ایجاد می‌شد… یکی از شناخته‌شده‌ترین اثرات میکروارگانیسم‌ها بر سرطان در سال ۱۸۹۱ گزارش شد؛ زمانی که جراح آمریکایی ویلیام کولای، بیمارانی با تومورهای غیرقابل عمل را با استرپتوکوک پیوژنز تلقیح کرد.» «کولای [مطالعات] موجود در آن زمان را به دقت بررسی کرد و ۳۸ گزارش از بیماران سرطانی با مشکلات درمان‌زاد باد سرخ (پزشکی) را یافت. در ۱۲ بیمار، سارکوما یا کارسینوم کاملاً ناپدید شده بود؛ دیگران بهبود قابل‌توجهی داشتند. کولای تصمیم گرفت از باد سرخ درمان‌زاد برای درمان استفاده کند…» «کولای سمی تولید کرد که حاوی باکتری‌های کشته‌شده با حرارت بود [استرپتوکوک پیوژنز و سراشیا]. این درمان تا سال ۱۹۶۳ برای سارکوما مورد استفاده قرار می‌گرفت.» «کولای بیش از ۱۰۰۰ بیمار سرطانی را با باکتری یا محصولات باکتریایی تزریق کرد.» «۵۱٫۹ درصد از بیماران کولای با سارکومای بافت نرم غیرقابل عمل، بهبودی کامل نشان دادند و بیش از ۵ سال زنده ماندند؛ و ۲۱٫۲ درصد از بیماران حداقل ۲۰ سال پس از این درمان هیچ نشانه‌ای از تومور نداشتند…» تحقیقات در قرن بیستم زیر نظر ماریا اوکانر هورنونگ در دانشکده پزشکی تولین ادامه یافت.

## انواع و دسته‌بندی‌ها
چندین نوع ایمنی‌درمانی برای درمان سرطان وجود دارد:
- مهارکننده وارسی ایمنی: داروهایی که وارسی ایمنی را مسدود می‌کنند تا سلول‌های ایمنی بتوانند با شدت بیشتری به سرطان پاسخ دهند.
- درمان انتقال سلول تی: روشی که در آن لنفوسیت تی‌ها از تومور گرفته می‌شوند، در آزمایشگاه انتخاب یا تغییر می‌یابند تا بتوانند بهتر با سلول‌های سرطانی مقابله کنند، سپس به بیمار بازگردانده می‌شوند.
- آنتی‌بادی منوکلونال: طراحی شده برای اتصال به اهداف خاص روی سلول‌های سرطانی و علامت‌گذاری آن‌ها به‌طوری‌که دستگاه ایمنی بتواند آن‌ها را بهتر شناسایی و نابود کند.
- واکسن‌های درمانی: که به‌عنوان واکسن‌های درمانی سرطان نیز شناخته می‌شوند، به دستگاه ایمنی کمک می‌کنند تا پروتئین‌های جهش‌یافته خاص تومور را شناسایی کرده و به سلول‌های سرطانی دارای این پروتئین‌ها حمله کند.
- ایمنی‌درمانی: عواملی که پاسخ ایمنی بدن را در برابر سرطان تقویت می‌کنند.

ایمنی‌درمانی بر اساس توانایی آن‌ها در فعال‌سازی دستگاه ایمنی بدن علیه سرطان، به دو دسته فعال و غیرفعال تقسیم می‌شود.
ایمنی‌درمانی فعال، مستقیماً سلول‌های توموری را از طریق دستگاه ایمنی هدف قرار می‌دهد. نمونه‌هایی از این روش‌ها شامل واکسن‌های درمانی سرطان (که برای تقویت دستگاه ایمنی بدن جهت مبارزه با سرطان طراحی شده‌اند)، سلول تی کایمریک گیرنده آنتی‌ژن و درمان‌های آنتی‌بادی هدفمند است. در مقابل، ایمنی‌درمانی غیرفعال به‌طور مستقیم سلول‌های توموری را هدف قرار نمی‌دهد، بلکه توانایی دستگاه ایمنی را برای حمله به سلول‌های سرطانی افزایش می‌دهد. نمونه‌هایی از این روش‌ها شامل مهارکننده وارسی ایمنی و سیتوکین‌ها هستند.
ایمنی‌درمانی سلولی فعال تلاش دارد تا با شناسایی نشانگرهای خاصی که به نام آنتی‌ژن شناخته می‌شوند، سلول‌های سرطانی را نابود کند. در واکسن‌های سرطان، هدف ایجاد یک پاسخ ایمنی به این آنتی‌ژن‌ها از طریق واکسن است. در حال حاضر تنها یک واکسن (sipuleucel-T برای سرطان پروستات) تأیید شده است. در درمان‌های سلولی مانند درمان CAR-T، سلول‌های ایمنی از بیمار استخراج می‌شوند، مهندسی ژنتیک می‌شوند تا آنتی‌ژن‌های خاص تومور را شناسایی کنند و سپس به بیمار بازگردانده می‌شوند. انواع سلول‌هایی که می‌توان در این روش استفاده کرد شامل سلول کشنده طبیعی، سلول کشنده فعال شده با لنفوکین، لنفوسیت تی کشنده و سلول‌های دندریتیک هستند. در نهایت، آنتی‌بادی‌های خاصی می‌توانند برای شناسایی سلول‌های سرطانی طراحی شوند و آن‌ها را برای نابودی توسط دستگاه ایمنی هدف‌گذاری کنند. نمونه‌هایی از این آنتی‌بادی‌ها شامل ریتوکسی‌مب (هدف CD-20)، تراستوزومب (هدف HER-2) و ستوکسی‌مب (هدف EGFR) هستند.
ایمنی‌درمانی‌های آنتی‌بادی غیرفعال تلاش می‌کنند تا فعالیت دستگاه ایمنی را افزایش دهند بدون آنکه مستقیماً سلول‌های سرطانی را هدف قرار دهند. برای مثال، سیتوکین‌ها دستگاه ایمنی را مستقیماً تحریک کرده و فعالیت ایمنی را افزایش می‌دهند. مهارکننده‌های وارسی ایمنی پروتئین‌هایی (وارسی ایمنی) را هدف قرار می‌دهند که معمولاً پاسخ ایمنی را کاهش می‌دهند. این روش توانایی دستگاه ایمنی برای حمله به سلول‌های سرطانی را تقویت می‌کند. تحقیقات کنونی به شناسایی اهداف جدیدی برای تقویت عملکرد ایمنی متمرکز شده است. مهارکننده‌های وارسی ایمنی تأیید شده شامل آنتی‌بادی‌هایی مانند ایپیلیموماب، نیوالیومب و پمبرولیزومب هستند.

## ایمنی‌درمانی سلولی

### درمان با سلول‌های دندریتیک

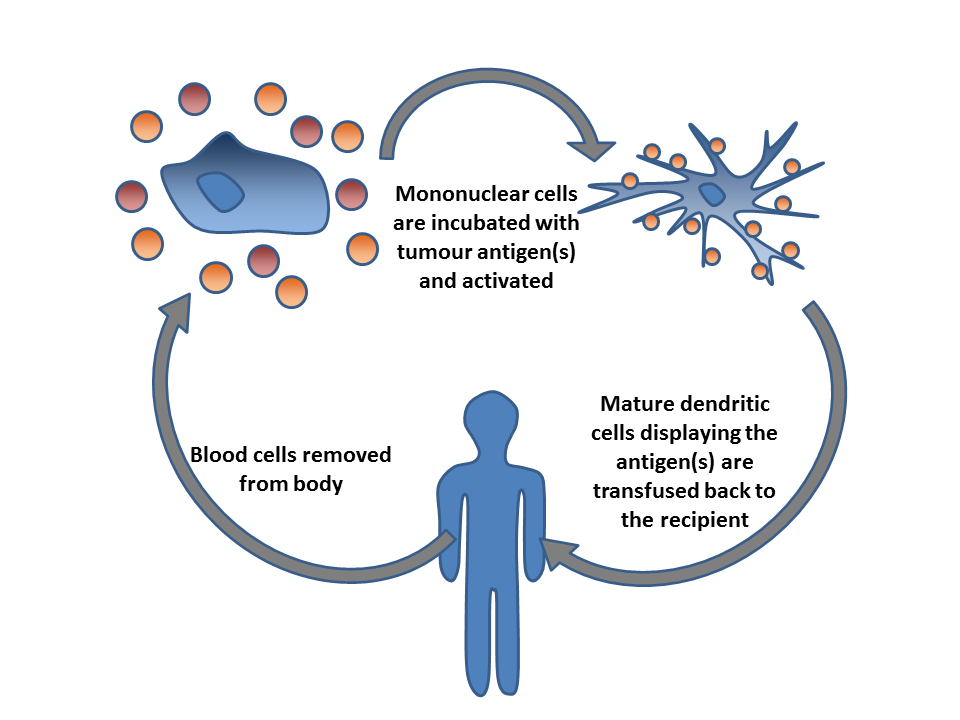
سلول‌های خونی از بدن خارج شده، با آنتی‌ژن‌های تومور در محیط آزمایشگاه کشت داده و فعال می‌شوند. سپس سلول‌های دندریتیک بالغ به بدن بیمار مبتلا به سرطان بازگردانده می‌شوند تا پاسخ ایمنی را تحریک کنند.

درمان با سلول‌های دندریتیک باعث ایجاد پاسخ‌های ضدتوموری می‌شود زیرا سلول‌های دندریتیک، آنتی‌ژن‌های تومور را به لنفوسیت‌ها ارائه می‌دهند و آن‌ها را فعال می‌کنند تا دیگر سلول‌هایی که آن آنتی‌ژن را ارائه می‌دهند، از بین ببرند. سلول‌های دندریتیک، سلول عرضه‌کننده آنتی‌ژن (APCs) در سیستم ایمنی پستانداران هستند. در درمان سرطان، آن‌ها به هدف‌گیری آنتی‌ژن‌های سرطانی کمک می‌کنند. تنها درمان تأییدشده بر پایه سلول‌های دندریتیک برای سرطان sipuleucel-T است.
یک روش برای تحریک سلول‌های دندریتیک برای ارائه آنتی‌ژن‌های توموری، استفاده از واکسن با استفاده از لیزات توموری اتولوگ یا پپتیدهای کوتاه (قطعات کوچکی از پروتئین که با آنتی‌ژن‌های پروتئینی روی سلول‌های سرطانی مطابقت دارند) است. این پپتیدها اغلب به همراه مواد کمکی (مواد با ایمنی‌زایی بالا) برای افزایش پاسخ‌های ایمنی و ضدتوموری تجویز می‌شوند. سایر مواد کمکی شامل پروتئین‌ها یا مواد شیمیایی دیگری هستند که سلول‌های دندریتیک را جذب و/یا فعال می‌کنند، مانند عامل تحریک‌کننده کلنی گرانولوسیت-ماکروفاژ (GM-CSF). متداول‌ترین منابع آنتی‌ژن‌هایی که برای واکسن سلول دندریتیک در گلیوبلاستوما (GBM) به‌عنوان یک تومور مغزی مهاجم استفاده می‌شود، لیزات کامل تومور، آنتی‌ژن CMV RNA و پپتیدهای مرتبط با تومور مانند گیرنده فاکتور رشد اپیدرمی هستند.
سلول‌های دندریتیک همچنین می‌توانند درون‌تنی با ایجاد بیان GM-CSF توسط سلول‌های تومور فعال شوند. این کار می‌تواند با مهندسی ژنتیکی سلول‌های تومور برای تولید GM-CSF یا با آلوده کردن سلول‌های تومور با یک ویروس انکولیتیک که GM-CSF تولید می‌کند، انجام شود.
استراتژی دیگر شامل خارج کردن سلول‌های دندریتیک از خون بیمار و فعال‌سازی آن‌ها در خارج از بدن است. سلول‌های دندریتیک در حضور آنتی‌ژن‌های توموری فعال می‌شوند که ممکن است یک پپتید/پروتئین تومور خاص یا کافت (زیست‌شناسی) تومور (محلولی از سلول‌های توموری تجزیه‌شده) باشد. این سلول‌ها (با مواد کمکی اختیاری) تزریق شده و یک پاسخ ایمنی ایجاد می‌کنند.
درمان‌های سلول دندریتیک شامل استفاده از آنتی‌بادی‌هایی است که به گیرنده‌های موجود روی سطح سلول‌های دندریتیک متصل می‌شوند. آنتی‌ژن‌ها می‌توانند به آنتی‌بادی اضافه شوند و باعث بلوغ سلول‌های دندریتیک شوند و ایمنی نسبت به تومور ایجاد کنند. گیرنده‌های سلول دندریتیک مانند TLR3، TLR7، TLR8 یا CD40 به‌عنوان اهداف آنتی‌بادی استفاده شده‌اند. تعامل بین سلول‌های دندریتیک و سلول‌های کشنده طبیعی (NK) نیز نقش مهمی در ایمنی‌درمانی دارد. طراحی راهبردهای جدید واکسیناسیون بر پایه سلول‌های دندریتیک باید شامل قدرت تحریک سلول‌های NK نیز باشد. پایش سلول‌های NK به‌عنوان یک نتیجه در آزمایش‌های بالینی ضدتوموری مبتنی بر سلول دندریتیک از اهمیت بالایی برخوردار است.

#### داروها
Sipuleucel-T (Provenge) در سال ۲۰۱۰ برای درمان سرطان پروستات متاستاتیک مقاوم به اخته‌سازی که بدون علامت یا با علائم کم است، تأیید شد. این درمان شامل خارج کردن سلول عرضه‌کننده آنتی‌ژن از خون به‌وسیله فرایند لوکافریز، کشت آن‌ها با پروتئین پیوندی PA2024 ساخته‌شده از GM-CSF و فسفاتاز اسید پروستاتیک (PAP) اختصاصی پروستات و تزریق مجدد است. این فرایند سه بار تکرار می‌شود.

### درمان سلولی اهدا شده T

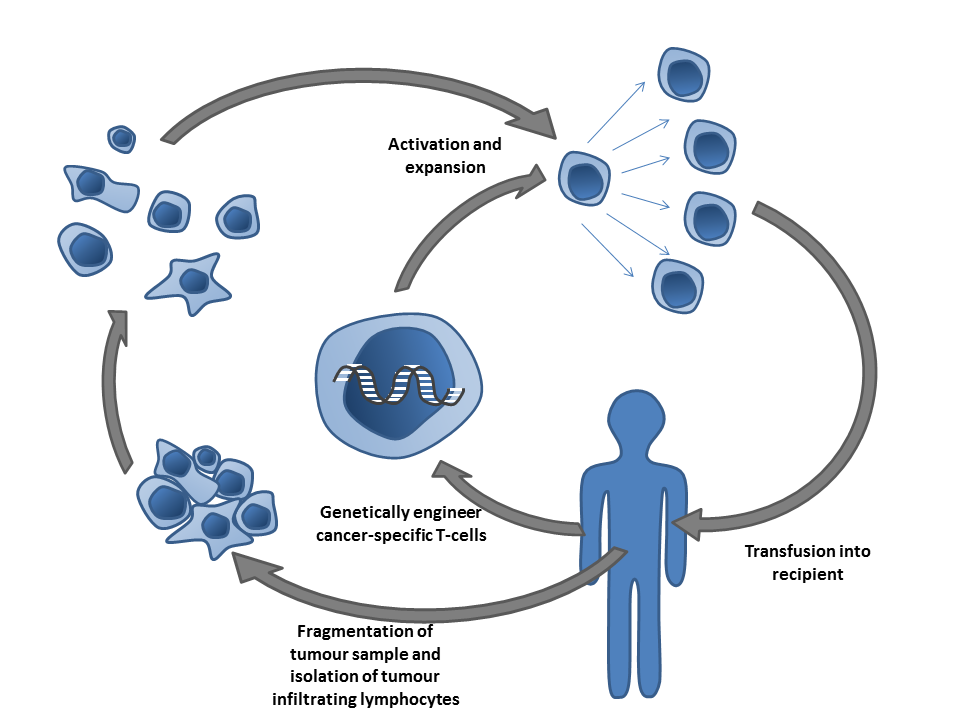
سلول‌های T خاص سرطان می‌توانند از طریق تجزیه و جداسازی لنفوسیت‌های نفوذی تومور یا مهندسی ژنتیکی سلول‌ها از خون محیطی به‌دست آیند. سلول‌ها قبل از انتقال به بیمار (که تومور را حمل می‌کند) فعال شده و کشت داده می‌شوند.

درمان سلول T اهدا شده یک نوع ایمنی غیرفعال است که از طریق انتقال سلول‌های T انجام می‌شود. این سلول‌ها در خون و بافت‌ها یافت می‌شوند و معمولاً زمانی فعال می‌شوند که یک بیماری‌زا را پیدا کنند. فعال‌سازی زمانی رخ می‌دهد که گیرنده‌های سطح سلول T با سلول‌هایی که بخش‌هایی از پروتئین‌های خارجی را نمایش می‌دهند (چه روی سطح خود و چه درون سلول) مواجه شوند. این سلول‌ها می‌توانند سلول‌های آلوده یا سایر سلول‌های عرضه‌کننده آنتی‌ژن (APC) باشند. سلول‌های APC در بافت‌های طبیعی و همچنین در بافت‌های توموری یافت می‌شوند، جایی که به آن‌ها لنفوسیت‌های نفوذی تومور (TILs) گفته می‌شود. این سلول‌ها با حضور APCهایی مانند سلول‌های دندریتیک که آنتی‌ژن‌های توموری را ارائه می‌دهند، فعال می‌شوند. اگرچه این سلول‌ها می‌توانند تومورها را هدف قرار دهند، محیط ریز تومور بسیار سرکوبگر ایمنی است و با مرگ توموری ایمنی مداخله می‌کند.
روش‌های مختلفی برای تولید سلول‌های T نابودکننده تومور توسعه یافته‌اند. رایج‌ترین روش این است که سلول‌های T خاص آنتی‌ژن تومور از نمونه تومور (TILs) خارج شده یا از خون فیلتر شوند. سلول‌های T می‌توانند به‌صورت اختیاری به طرق مختلف اصلاح شده، کشت داده شده و به بیماران تزریق شوند. سلول‌های T می‌توانند از طریق مهندسی ژنتیکی اصلاح شوند و سلول‌های CAR-T یا TCR T تولید کنند، یا با قرار گرفتن در معرض آنتی‌ژن‌های توموری در یک محیط غیر سرکوبگر ایمنی، آن‌ها را به‌عنوان خارجی شناسایی کرده و یاد بگیرند که به آن‌ها حمله کنند.
روش دیگری شامل انتقال سلول‌های γδ T یا سلول‌های کشنده طبیعی از اهداکننده سالم است. مزیت اصلی این روش این است که این سلول‌ها باعث بیماری پیوند در برابر میزبان نمی‌شوند. معایب آن این است که سلول‌های منتقل شده اغلب عملکرد ضعیفی دارند.

#### درمان سلول T مشتق از تومور
ساده‌ترین مثال شامل خارج کردن TILs از یک تومور، کشت آن‌ها بدون تغییر و سپس تزریق نتیجه به تومور است. اولین درمان از این نوع، Lifileucel است که در فوریه ۲۰۲۴ تأییدیه سازمان غذا و دارو (آمریکا) (FDA) را دریافت کرد.

#### درمان CAR-T سلول
مبنای درمان CAR-T این است که سلول‌های T را تغییر دهند تا سلول‌های سرطانی را شناسایی کرده و آن‌ها را هدف قرار دهند و از بین ببرند. دانشمندان سلول‌های T را از افراد برداشت کرده، آن‌ها را به‌طور ژنتیکی تغییر می‌دهند تا یک گیرنده آنتی‌ژن کایمریک (CAR) که به‌طور خاص سلول‌های سرطانی را شناسایی می‌کند، به آن‌ها اضافه کنند و سپس سلول‌های CAR-T به‌دست آمده را به بیماران تزریق می‌کنند تا به تومورهای آن‌ها حمله کنند.
تیساجنلکلوسل (Kymriah)، یک درمان سلول تی کایمریک گیرنده آنتی‌ژن (CAR-T) است که در سال ۲۰۱۷ توسط FDA برای درمان لوسمی حاد لنفوئیدی (ALL) تأیید شد. این درمان سلول‌های مثبت CD19 (سلول‌های B) را از بدن برداشت می‌کند (شامل سلول‌های بیمار و همچنین سلول‌های طبیعی تولیدکننده آنتی‌بادی).
Axicabtagene ciloleucel (Yescarta) درمان دیگری از نوع CAR-T است که در سال ۲۰۱۷ برای درمان لنفوم بزرگ سلول بی منتشر (DLBCL) تأیید شد.

#### داربست‌های آلژینات چندمنظوره
داربست‌های آلژینات چندمنظوره برای مهندسی و آزادسازی سلول‌های T (MASTER) یک تکنیک برای مهندسی، تکثیر و آزادسازی سلول‌های T مهندسی‌شده ژنتیکی به‌صورت in situ است. این تکامل درمان CAR-T است. سلول‌های T از بیمار خارج شده و با یک ویروس مهندسی‌شده ژنتیکی که ژن هدف‌گیری سرطان را حمل می‌کند (همانند CAR T) مخلوط می‌شوند. سپس این مخلوط به یک MASTER (داربست) اضافه می‌شود که آن‌ها را جذب می‌کند. MASTER شامل پادتن‌هایی است که سلول‌های T را فعال می‌کنند و اینترلوکین‌هایی که تکثیر سلول‌ها را تحریک می‌کنند. MASTER سپس در بدن بیمار کاشته می‌شود. سلول‌های T فعال‌شده با ویروس‌ها تعامل می‌کنند تا به سلول‌های CAR T تبدیل شوند. اینترلوکین‌ها این سلول‌های CAR T را به تکثیر تحریک می‌کنند و سلول‌های CAR T از MASTER برای حمله به سرطان خارج می‌شوند. این تکنیک ساعت‌ها به‌جای هفته‌ها طول می‌کشد. و چون سلول‌ها جوان‌تر هستند، مدت طولانی‌تری در بدن باقی می‌مانند، پتانسیل بیشتری برای مبارزه با سرطان دارند و نشانگرهای کمتری از خستگی را نشان می‌دهند. این ویژگی‌ها در مدل‌های موشی نشان داده شد. درمان در برابر لنفوم مؤثرتر و ماندگارتر بود.

## درمان با آنتی‌بادی

فرم‌های مختلفی از آنتی‌بادی‌ها می‌توانند مهندسی شوند.

### انواع آنتی‌بادی‌ها

#### پیوند
دو نوع آنتی‌بادی در درمان‌های سرطان استفاده می‌شود:
- آنتی‌بادی‌های تک‌تایی بدون عناصر اضافی. بیشتر درمان‌های آنتی‌بادی از این نوع آنتی‌بادی استفاده می‌کنند.
- آنتی‌بادی‌های تک‌تایی پیوندی که به یک مولکول دیگر متصل شده‌اند، که یا سیتوتوکسیک یا واپاشی پرتوزا هستند. مواد شیمیایی سمی معمولاً همان مواد شیمی‌درمانی هستند، اما سموم دیگری نیز می‌توانند استفاده شوند. آنتی‌بادی به آنتی‌ژن‌های خاصی که روی سطح سلول‌های سرطانی قرار دارند متصل می‌شود و درمان را به سمت تومور هدایت می‌کند. آنتی‌بادی‌های پیوندی با ترکیب رادیواکتیو به عنوان رادیولابل شده شناخته می‌شوند. آنتی‌بادی‌های شیمیولابل یا ایمنوتوکسین‌ها به ترتیب با مولکول‌های شیمی‌درمانی یا سم‌ها برچسب‌گذاری می‌شوند.[۲۸] تحقیقاتی همچنین نشان داده است که می‌توان تی‌ال‌آر را به آنتی‌بادی تک‌تایی ضدتوموری پیوند داد.[۲۹]

### نواحی Fc
توانایی Fc برای اتصال به رسپتورهای Fc مهم است زیرا این امکان را فراهم می‌کند که آنتی‌بادی‌ها سیستم ایمنی بدن را فعال کنند. نواحی Fc متنوع هستند: آنها در زیرگروه‌های مختلف وجود دارند و می‌توانند بیشتر اصلاح شوند، به‌طور مثال با اضافه شدن قندها در فرآیندی به نام گلیکوزیلاسیون. تغییرات در ناحیه قطعه کریستالیزه‌شونده می‌تواند توانایی آنتی‌بادی در تعامل با رسپتورهای Fc را تغییر دهد و از این رو نوع واکنش ایمنی که آنتی‌بادی تحریک می‌کند را تعیین می‌کند. به عنوان مثال، بلوکرهای وارسی ایمنی هدف‌گیری PD-1 آنتی‌بادی‌هایی هستند که برای اتصال به PD-1 موجود در سلول‌های T طراحی شده‌اند و این سلول‌ها را برای از بین بردن نئوپلاسم دوباره فعال می‌کنند. آنتی‌بادی‌های PD-1 نه تنها ناحیه Fab برای اتصال به PD-1 دارند بلکه ناحیه Fc نیز دارند. تحقیقات تجربی نشان می‌دهند که بخش Fc داروهای ایمنی‌درمانی سرطان می‌تواند بر نتیجه درمان تأثیر بگذارد. به عنوان مثال، داروهای ضد PD-1 با نواحی Fc که به رسپتورهای Fc مهاری متصل می‌شوند، می‌توانند اثر درمانی کمتری داشته باشند. مطالعات تصویربرداری نشان داده‌اند که ناحیه Fc داروهای ضد PD-1 می‌تواند به رسپتورهای Fc موجود در ماکروفاژهای مرتبط با تومور متصل شود. این فرایند داروها را از اهداف مورد نظرشان (یعنی مولکول‌های PD-1 موجود بر سطح سلول‌های T) دور کرده و اثر درمانی را محدود می‌کند. علاوه بر این، آنتی‌بادی‌هایی که پروتئین هم‌کمک‌کننده CD40 را هدف قرار می‌دهند، برای اثر درمانی بهینه نیاز به تعامل با رسپتورهای Fc انتخابی دارند. این مطالعات تأکید می‌کنند که وضعیت Fc در استراتژی‌های هدف‌گیری آنتی‌بادی‌محور وارسی ایمنی اهمیت زیادی دارد.

### آنتی‌بادی‌های انسانی/غیرانسانی
آنتی‌بادی‌ها می‌توانند از منابع مختلفی مانند سلول‌های انسانی، موش‌ها و ترکیبی از این دو (آنتی‌بادی‌های کیمریک) به دست آیند. منابع مختلف آنتی‌بادی‌ها می‌توانند واکنش‌های ایمنی مختلفی را تحریک کنند. به عنوان مثال، سیستم ایمنی بدن انسان می‌تواند آنتی‌بادی‌های موشی (که به آنها آنتی‌بادی‌های مرینی نیز گفته می‌شود) را شناسایی کرده و واکنش ایمنی علیه آنها ایجاد کند. این امر می‌تواند اثربخشی آنتی‌بادی‌ها را به عنوان درمان کاهش دهد و موجب واکنش ایمنی شود. آنتی‌بادی‌های کیمریک سعی دارند ایمنی‌زایی آنتی‌بادی‌های مرینی را با جایگزینی بخشی از آنتی‌بادی با معادل انسانی آن کاهش دهند. آنتی‌بادی‌های انسان‌زده تقریباً به‌طور کامل از انسان هستند؛ تنها ناحیه‌های تعیین‌کننده تکامل تطابق از منابع مرینی گرفته شده است. آنتی‌بادی‌های انسانی با استفاده از DNA انسانی اصلاح‌نشده تولید شده‌اند.

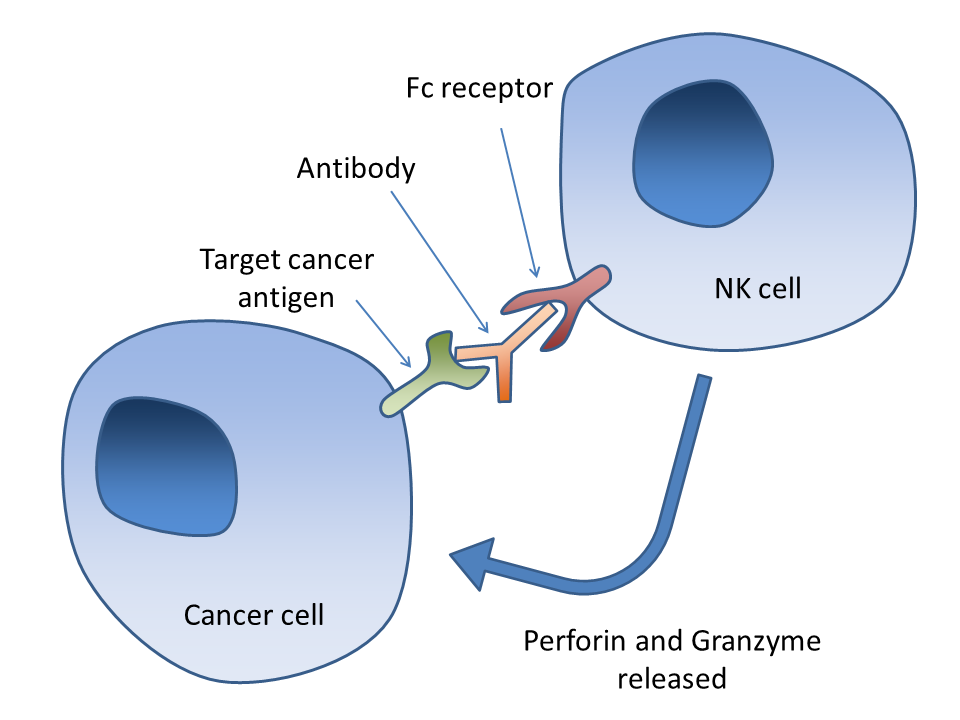
سمیت سلولی وابسته به آنتی‌بادی. هنگامی که رسپتورهای Fc روی سلول‌های کشنده طبیعی (NK) با نواحی Fc آنتی‌بادی‌های متصل به سلول‌های سرطانی تعامل دارند، سلول NK پرفورین و گرانزیم آزاد می‌کند که منجر به آپوپتوز سلول سرطانی می‌شود.

### مکانیزم عمل

#### سمیت وابسته به آنتی‌بادی (ADCC)
سمیت وابسته به آنتی‌بادی (ADCC) نیازمند این است که آنتی‌بادی‌ها به سطح سلول‌های هدف متصل شوند. آنتی‌بادی‌ها از ناحیه اتصال (Fab) و ناحیه Fc تشکیل شده‌اند که توسط سلول‌های سیستم ایمنی از طریق گیرنده‌های Fc شناسایی می‌شوند. گیرنده‌های Fc روی بسیاری از سلول‌های سیستم ایمنی از جمله سلول‌های کشنده طبیعی (NK) وجود دارند. زمانی که سلول‌های کشنده طبیعی با سلول‌های پوشیده از آنتی‌بادی مواجه می‌شوند، نواحی Fc این سلول‌ها با گیرنده‌های Fc سلول‌های کشنده طبیعی تعامل می‌کنند و پرفورین و گرانزیم B را آزاد می‌کنند تا سلول توموری را بکشند. نمونه‌هایی از این نوع شامل ریتوکسی‌مب، اوفاتومومب،  elotuzumab و آلمتوزومب هستند. آنتی‌بادی‌های در حال توسعه دارای نواحی Fc تغییر یافته‌ای هستند که نسبت به یک نوع خاص از گیرنده Fc, FcγRIIIA، تمایل بالاتری دارند و می‌توانند به‌طور چشمگیری اثربخشی را افزایش دهند.

### درمان ضد-CD47
بسیاری از سلول‌های توموری CD47 را به میزان زیاد بیان می‌کنند تا از دستگاه ایمنی سیستم ایمنی میزبان فرار کنند. CD47 به گیرنده خود سیگنال-پذیرنده پروتئین آلفا (SIRPα) متصل می‌شود و باعث کاهش بیگانه‌خواری سلول توموری می‌شود. بنابراین، درمان ضد-CD47 هدف بازگرداندن پاکسازی سلول‌های توموری است. علاوه بر این، شواهد فزاینده‌ای از به‌کارگیری ایمنی سلولی خاص آنتی‌ژن توموری در پاسخ به درمان ضد-CD47 پشتیبانی می‌کنند. تعدادی از درمان‌های در حال توسعه شامل آنتی‌بادی‌های ضد-CD47، گیرنده‌های decoy مهندسی شده، آنتی‌بادی‌های ضد-SIRPα و عوامل دوجانبه هستند. تا سال ۲۰۱۷، طیف وسیعی از بدخیمی‌های جامد و هماتولوژیک در حال آزمایش‌های بالینی بودند.

### آنتی‌بادی‌های ضد-GD2

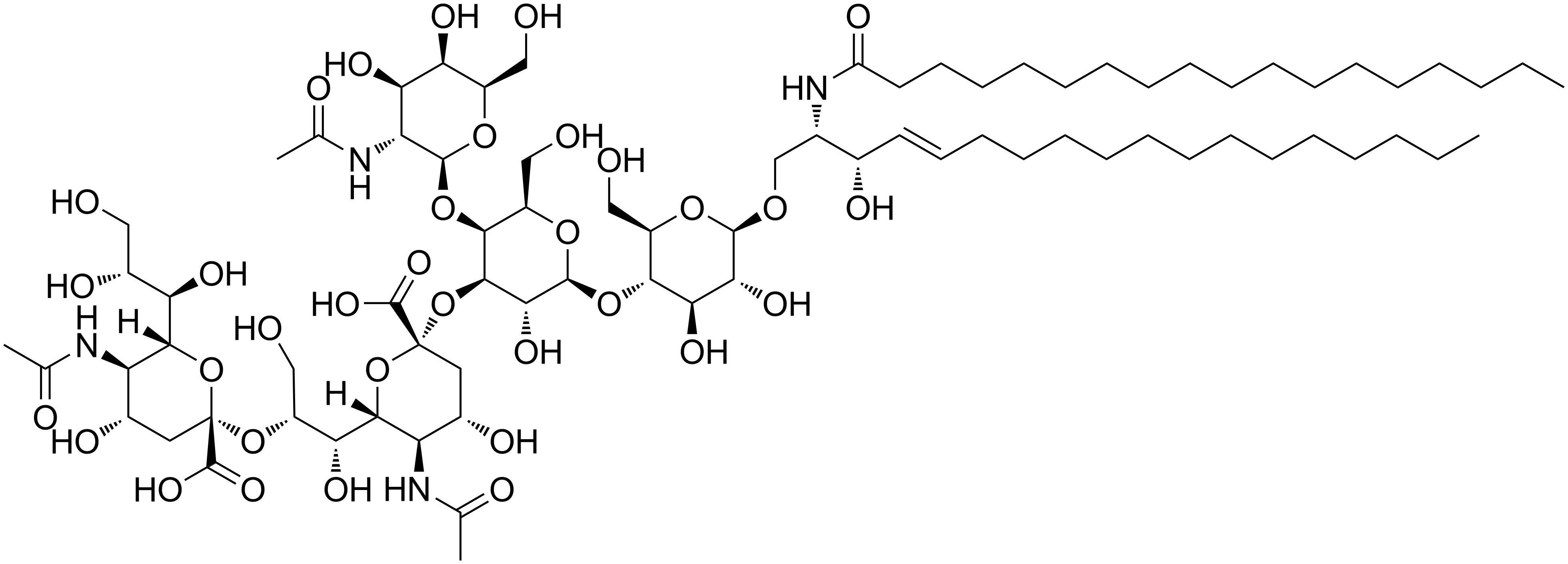
گنگلیوزید GD2

آنتی‌ژن‌های کربوهیدراتی روی سطح سلول‌ها می‌توانند به عنوان اهداف درمانی در ایمنی‌درمانی استفاده شوند. جی‌دی۲ یک گانگلیوزید است که روی سطح بسیاری از انواع سلول‌های سرطانی از جمله نوروبلاستوما، تومور شبکیه، ملانوم، کارسینوم سلول کوچک، تومور مغزیها، استئوسارکوم،  rhabdomyosarcoma, سارکوم یوئینگ،  liposarcoma, fibrosarcoma, leiomyosarcoma و سایر سارکوم بافت نرمها یافت می‌شود. این گنگلیوزید معمولاً روی سطح بافت‌های طبیعی بیان نمی‌شود و به همین دلیل هدف خوبی برای درمان ایمنی‌درمانی است. از سال ۲۰۱۴، آزمایش‌های بالینی در حال انجام بود.

#### فعال‌سازی کمپلمان
سیستم سامانه کمپلمان شامل پروتئین‌های خونی است که پس از اتصال آنتی‌بادی به سطح سلول می‌توانند باعث مرگ سلول شوند (مسیر کلاسیک کمپلمان یکی از روش‌های فعال‌سازی کمپلمان است). به‌طور کلی، این سیستم با پاتوژن‌های خارجی برخورد می‌کند، اما می‌تواند با استفاده از آنتی‌بادی‌های درمانی در سرطان فعال شود. این سیستم می‌تواند در صورتی که آنتی‌بادی‌ها ترکیبی، انسانی‌شده یا انسانی باشند و شامل ایمونوگلوبولین جی ناحیه قطعه کریستالیزه‌شونده باشند، فعال شود. کمپلمان می‌تواند از طریق فعال‌سازی مجموعه حمله غشایی باعث مرگ سلول‌ها شود، که به آن سمیت سلولی وابسته به کمپلمان گفته می‌شود؛ همچنین می‌تواند سمیت وابسته به آنتی‌بادی را تقویت کند و سمیت سلولی وابسته به CR3 را افزایش دهد. سمی بودن وابسته به کمپلمان زمانی رخ می‌دهد که آنتی‌بادی‌ها به سطح سلول سرطانی متصل شوند و مجموعه C1 به این آنتی‌بادی‌ها متصل شده و در ادامه، منافذ پروتئینی در غشای سلول سرطانی ایجاد می‌کند.
مسدودسازی
درمان‌های آنتی‌بادی همچنین می‌توانند با اتصال به پروتئین‌ها و مسدود کردن فیزیکی آن‌ها از تعامل با سایر پروتئین‌ها جلوگیری کنند. مهارکننده‌های نقطه بازرسی (CTLA-4, PD-1 و PD-L1) با این مکانیزم عمل می‌کنند. به‌طور خلاصه، مهارکننده‌های نقطه بازرسی پروتئین‌هایی هستند که به‌طور طبیعی به کاهش پاسخ‌های ایمنی کمک می‌کنند و از حمله سیستم ایمنی به سلول‌های طبیعی جلوگیری می‌کنند. مهارکننده‌های نقطه بازرسی این پروتئین‌ها را متصل می‌کنند و از عملکرد طبیعی آن‌ها جلوگیری می‌کنند، که باعث افزایش فعالیت سیستم ایمنی می‌شود. نمونه‌هایی از این نوع درمان شامل دوروالومب، ایپیلیموماب، نیوالیومب و پمبرولیزومب هستند.

### آنتی‌بادی‌های تأییدشده توسط FDA
| آنتی‌بادی                   | نام تجاری         | نوع       | هدف      | تاریخ تأیید | درمان‌های تأیید شده |
| -------------------------- | ----------------- | --------- | -------- | ----------- | --- |
| آلمتوزومب                  | Campath           | انسانی‌شده | CD52     | ۲۰۰۱        | لنفوسیت بی لوسمی مزمن لنفاوی (CLL)                                                                                          |
| آتزولیزومب                 | Tecentriq         | انسانی‌شده | PD-L1    | ۲۰۱۶        | سرطان مثانه |
| Atezolizumab/hyaluronidase | Tecentriq Hybreza | انسانی‌شده | PD-L1    | ۲۰۲۴        | سرطان ریه غیرسلولی کوچک، سرطان ریه سلولی کوچک، کارسینوم هپاتوسلولار، ملانوما و سارکومای نرم آلوئولی                         |
| آولومب                     | Bavencio          | انسانی    | PD-L1    | ۲۰۱۷        | کارسینومای متاستاتیک سلول مرکل                                                                                              |
| دوروالومب                  | Imfinzi           | انسانی    | PD-L1    | ۲۰۱۷        | سرطان مثانه، سرطان ریه غیرسلولی کوچک                                                                                        |
| Elotuzumab                 | Empliciti         | انسانی‌شده | SLAMF7   | ۲۰۱۵        | مولتیپل میلوما |
| ایپیلیموماب                | Yervoy            | انسانی    | CTLA-4   | ۲۰۱۱        | ملانوما متاستاتیک |
| نیوالیومب                  | Opdivo            | انسانی    | PD-1     | ۲۰۱۴        | جراحی یا ملانوم، سرطان ریه غیرسلولی کوچک، کارسینومای سلولی کلیه، سرطان کولورکتال، کارسینوم هپاتوسلولار، لنفوم هوچکین کلاسیک |
| اوفاتومومب                 | Arzerra           | انسانی    | CD20     | ۲۰۰۹        | لوسمی لنفوسیتی مزمن مقاوم به فلودارابین و آلمتوزومب                                                                         |
| پمبرولیزومب                | Keytruda          | انسانی‌شده | PD-1     | ۲۰۱۴        | جراحی یا ملانوم، سرطان ریه غیرسلولی کوچک، لنفوم هاجکین، کارسینوم سلول مرکل                                                  |
| ریتوکسی‌مب                  | Rituxan, Mabthera | چیمریک    | CD20     | ۱۹۹۷        | لنفوم غیرهاجکین |
| ریتوکسی‌مب                  | Rituxan Hycela    | چیمریک    | CD20     | ۲۰۱۷        | لنفوم فولیکولار، لنفوم سلول بی بزرگ منتشر، لوسمی لنفوسیتی مزمن                                                              |
| تراستوزومب                 | Rituxan Hycela    | انسانی‌شده | HER2/neu | ۱۹۹۸        | سرطان پستان، آدنوکارسینوم معده یا تقاطع معده-مری                                                                            |

#### آلمتوزومب
آلمتوزومب (Campath-1H) یک آنتیCD52 مونوکلونال انسانی‌شده IgG1 است که برای درمان فلودارابین-مقاوم به لوسمی مزمن لنفاوی (CLL)، لنفوم سلول تی پوستی، لنفوم سلول تی محیطی و لوسمی پروسلولی تی تجویز می‌شود. CD52 در بیش از ۹۵٪ از لنفوسیتهای خون محیطی (هم T-cells و هم B-cells) و مونوسیتها یافت می‌شود، اما عملکرد آن در لنفوسیت‌ها ناشناخته است. این آنتی‌بادی به CD52 متصل شده و اثر سیتوتوکسیک خود را از طریق مکانیزم‌های تثبیت مکمل و ADCC آغاز می‌کند. به دلیل هدف قرار دادن سلول‌های سیستم ایمنی (سلول‌های لنفوسیتی)، عوارض رایج درمان با آلمتوزومب شامل عفونت، سمیت و نارسایی مغز استخوان می‌باشد.

#### دوروالومب
دوروالومب (Imfinzi) یک آنتی‌بادی مونوکلونال از نوع ایمنوگلوبولین جی۱ کپا (IgG1κ) است که تعامل لیگاند مرگ سلولی برنامه‌ریزی‌شده 1 (PD-L1) با مولکول‌های PD-1 و CD80 (B7.1) را مسدود می‌کند. دوروالومب برای درمان بیماران مبتلا به کارسینومای اوروتلیال محلی پیشرفته یا متاستاتیک که:
- در طی یا پس از شیمی‌درمانی حاوی پلاتین پیشرفت بیماری داشته‌اند.
- در طی ۱۲ ماه پس از درمان نئواجوانت یا آدجووانت با شیمی‌درمانی حاوی پلاتین پیشرفت بیماری داشته‌اند.

در ۱۶ فوریه ۲۰۱۸، سازمان غذا و دارو (FDA) دوروالومب را برای بیماران مبتلا به سرطان ریه غیرسلول کوچک (NSCLC) در مرحله III غیرقابل جراحی که بیماری آن‌ها پس از شیمی‌درمانی همزمان بر پایه پلاتین و درمان پرتودرمانی پیشرفت نکرده است، تأیید کرد.

#### ایپیلیموماب
ایپیلیموماب (Yervoy) یک آنتی‌بادی ایمنوگلوبولین جی انسانی است که به پروتئین سطحی CTLA-4 متصل می‌شود. در فیزیولوژی طبیعی، سلول‌های تی با دو سیگنال فعال می‌شوند: اتصال گیرنده لنفوسیت تی به یک آنتی‌ژن-مجموعه سازگاری بافتی اصلی و اتصال گیرنده سطح سلول تی CD28 به پروتئین‌های CD80 یا CD86. CTLA4 به CD80 یا CD86 متصل شده و از اتصال CD28 به این پروتئین‌های سطحی جلوگیری می‌کند و بنابراین فعال‌سازی سلول‌های تی را به‌طور منفی تنظیم می‌کند.
سلول‌های لنفوسیت تی کشنده فعال برای این‌که سیستم ایمنی به سلول‌های ملانوما حمله کند ضروری هستند. معمولاً سلول‌های تی سیتوتوکسیک خاص ملانوما که مهار شده‌اند، می‌توانند یک پاسخ ضدتوموری مؤثر تولید کنند. ایپیلیموماب می‌تواند باعث تغییر نسبت سلول‌های لنفوسیت تی تنظیم‌کننده به سلول‌های تی سیتوتوکسیک شود تا پاسخ ضدتوموری را افزایش دهد. سلول‌های تی تنظیم‌کننده سلول‌های تی دیگر را مهار می‌کنند که ممکن است به سود تومور باشد.

#### نیوالیومب
نیوالیومب یک آنتی‌بادی ایمنوگلوبولین جی انسانی است که با مسدود کردن اتصال PD-L1 یا پروتئین مرگ سلولی برنامه‌ریزی‌شده 2 (PD-L1 یا PD-L2)، که پروتئینی است که توسط سلول‌های سرطانی بیان می‌شود، به PD-1 که پروتئینی است که بر روی سطح سلول‌های تی فعال یافت می‌شود، از غیرفعال شدن سلول‌های تی جلوگیری می‌کند. نیوالیومب در ملانوما پیشرفته، کارسینومای سلول کلیه متاستاتیک، سرطان ریه پیشرفته، سرطان سر و گردن پیشرفته و لنفوم هاجکین مورد استفاده قرار می‌گیرد.

#### اوفاتومومب
اوفاتومومب یک آنتی‌بادی ایمنوگلوبولین جی انسانی نسل دوم است که به CD20 متصل می‌شود. این دارو برای درمان لوسمی مزمن لنفاوی (CLL) استفاده می‌شود زیرا سلول‌های سرطانی CLL معمولاً سلول‌های B با بیان CD20 هستند. برخلاف ریتوکسی‌مب که به یک لوپ بزرگ از پروتئین CD20 متصل می‌شود، اوفاتومومب به یک لوپ کوچک جداگانه متصل می‌شود. این ممکن است توضیح‌دهنده ویژگی‌های متفاوت آن‌ها باشد. نسبت به ریتوکسی‌مب، اوفاتومومب در دوز کمتری با سمیت کمتر ایمنی‌زایی، موجب سیتوتوکسیک بودن وابسته به مکمل می‌شود.

#### پمبرولیزومب
از سال ۲۰۱۹، پمبرولیزومب که PD-1 را مسدود می‌کند، از طریق انفوزیون داخل وریدی برای درمان ملانوم غیرقابل جراحی یا متاستاتیک، سرطان ریه غیرسلول کوچک متاستاتیک (NSCLC) در شرایط خاص، به‌عنوان درمان دوم برای سرطان‌های سر و گردن (HNSCC) پس از آنتی‌نئوپلاستیک مبتنی بر پلاتین و برای درمان بیماران بزرگسال و کودکان با لنفوم هاجکین مقاوم به درمان (cHL) استفاده می‌شود. همچنین برای درمان برخی از بیماران مبتلا به کارسینومای اوروتلیال، سرطان معده و سرطان دهانه رحم نیز تجویز می‌شود.

#### ریتوکسی‌مب
ریتوکسی‌مب یک آنتی‌بادی مونوکلونال ای‌جی‌جی۱ خاص برای CD20 است که از آنتی‌بادی والد خود ایبریتوماماب ساخته شده است. مانند ایبریتوماماب، ریتوکسی‌مب هدف CD20 را دارد و در درمان برخی از بدخیمی‌های سلول‌های B مؤثر است. این بدخیمی‌ها شامل لنفوم‌های تهاجمی و کند رشد مانند لنفوم بزرگ سلول بی منتشر و لنفوم فولیکولار و سرطان‌های خون مانند لوسمی مزمن لنفاوی هستند. اگرچه عملکرد CD20 به‌طور دقیق مشخص نشده است، اما ممکن است این پروتئین به عنوان یک کانال کلسیمی در فعال‌سازی سلول‌های B نقش داشته باشد. نحوه عملکرد آنتی‌بادی عمدتاً از طریق القای ADCC و سیستم کمپلمان است. دیگر مکانیسم‌ها شامل آپوپتوز و توقف رشد سلولی می‌باشند. ریتوکسی‌مب همچنین حساسیت سلول‌های سرطانی B را به شیمی‌درمانی افزایش می‌دهد.